# Rusłan Zajerko
Rusłan Zajerko (ur. 27 czerwca 1993) – rosyjski piłkarz, pomocnik.
Jego pierwszym profesjonalnym klubem w karierze było Strogino, ale już wcześniej grał w drużynach amatorskich. W lipcu 2016 roku przeszedł do Torpedo Moskwa.